# ال گری زین‌الدین‌آباد
ال گری زین‌الدین‌آباد روستایی در دهستان چشمه زیارت بخش مرکزی شهرستان زاهدان استان سیستان و بلوچستان ایران است.

## جمعیت
بر پایه سرشماری عمومی نفوس و مسکن در سال ۱۳۹۵ جمعیت این روستا ۲۷ نفر (۸خانوار) بوده‌است.